# Le Doctorat impromptu
Le Doctorat impromptu est un roman d’Andréa de Nerciat publié en 1788.

## Résumé
Au XVIIIe siècle, Erosie quitte son couvent en diligence. Un abbé envoyé par son promis l’aborde. Elle le fait monter. Arrivé à une auberge, il lui présente le vicomte Solange qu’il éduque. L’abbé les voit faire l’amour et s’en réjouit. Erosie écrit tout ceci à Juliette quand son promis arrive !